# 克雷维克
克雷维克（法語：Crévic，法語發音：[kʁevik]）是法国默尔特-摩泽尔省的一个市镇，属于吕内维尔区。

## 地理
克雷维克（48°38'20"N, 6°24'14"E）面积10.69 平方千米，位于法国大東部大區默尔特-摩泽尔省，该省份为法国东北部内陆省份，是洛林的一部分，北邻比利时、卢森堡，北起顺时针与摩泽尔省、下莱茵省、孚日省和默兹省接壤。
与克雷维克接壤的市镇（或旧市镇、城区）包括：昂特吕、德鲁维尔、弗兰瓦勒、阿罗库尔、迈克斯、索梅尔维莱。

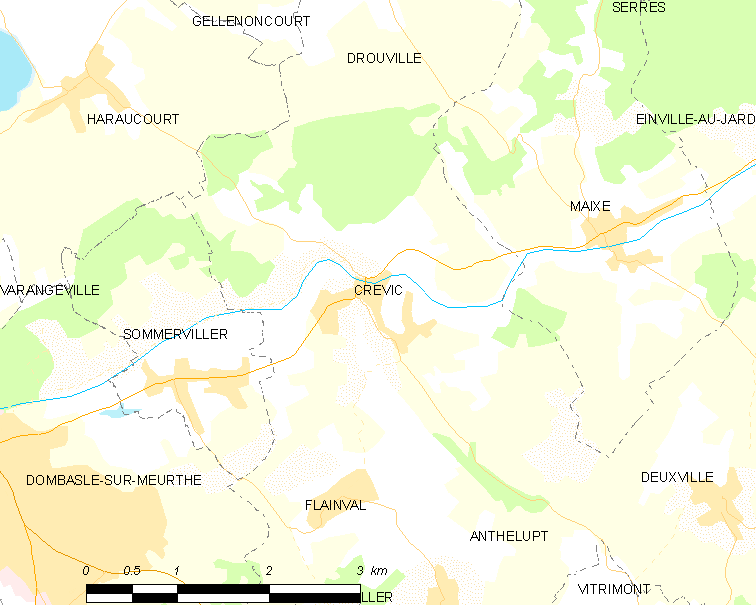
克雷维克的OSM定位图

克雷维克的时区为UTC+01:00、UTC+02:00（夏令时）。

## 行政
克雷维克的邮政编码为54110，INSEE市镇编码为54145。

## 政治
克雷维克所属的省级选区为吕内维尔第一县。

## 人口

1962-2008年间克雷维克人口变化图示

克雷维克于2022年1月1日时的人口数量为944人。